# Noel Felix
Noel Gregory Felix (Los Angeles, 4 ottobre 1981) è un ex cestista statunitense naturalizzato beliziano, professionista nella NBA, in Europa, Asia e Sudamerica.

## Carriera
Con gli Stati Uniti ha disputato i Campionati americani del 2005.

## Palmarès

### Squadra
- Campionato israeliano: 1

Maccabi Tel Aviv: 2006-07
- Coppa di Israele: 1

Hapoel Gerusalemme: 2007-08

### Individuale
- CBA Defensive Player of the Year (2006)
- All-CBA First Team (2006)
- 2 volte CBA All-Defensive First Team (2005, 2006)
- Miglior stoppatore CBA (2006)
- CBA All-Star (2006)